# Lijst van bruggen over de Nederrijn en Lek
Hieronder een lijst van alle bruggen over de Nederrijn en Lek van Arnhem tot Kinderdijk (cursief voormalig).

### Lijst
De nummers in de lijst corresponderen met de locatie op de bovenstaande kaart.
| Nederrijn: |       |                        |                                |                                                                |             |
| Nr.:       | Rkm:  | Naam:                  | Soort:                         | Traject:                                                       | Afbeelding: |
| ---------- | ----- | ---------------------- | ------------------------------ | -------------------------------------------------------------- | ----------- |
| 17         | 879,8 | Andrej Sacharovbrug    | verkeersbrug (liggerbrug)      | Arnhem - Nijmegen (Pleijweg)                                   |             |
| 18         | 882,9 | John Frostbrug         | verkeersbrug (boogbrug)        | Arnhem - Arnhem-Zuid (Nijmeegseweg)                            |             |
| 19         | 883,8 | Nelson Mandelabrug     | verkeersbrug (liggerbrug)      | Arnhem - Arnhem-Zuid (Nelson Mandelabrug)                      |             |
| 20         | 887,7 | Spoorbrug Oosterbeek   | spoorbrug (boogbrug)           | Arnhem - Nijmegen (Spoorlijn Arnhem-Nijmegen)                  |             |
| 21         | 894,3 | Rijnbrug bij Heteren   | verkeersbrug (kokerliggerbrug) | Eindhoven - Emmeloord                                          |             |
| 22         | 909,1 | Rijnbrug bij Rhenen    | verkeersbrug (liggerbrug)      | Rhenen - Kesteren (Cuneraweg)                                  |             |
| Lek:       |       |                        |                                |                                                                |             |
| Nr.:       | Rkm:  | Naam:                  | Soort:                         | Traject:                                                       | Afbeelding: |
| 23         | 939,8 | Kuilenburgse spoorbrug | spoorbrug (boogbrug)           | Utrecht - 's-Hertogenbosch (Staatslijn H)                      |             |
| 24         | 948,6 | Hagesteinsebrug        | verkeersbrug (liggerbrug)      | Breda - Almere                                                 |             |
| 25         | 951,7 | Lekbrug bij Vianen     | verkeersbrug (boogbrug)        | Brug sinds 2004 gesloten voor het verkeer. In 2021 verwijderd. |             |
| 25         | 951,7 | Jan Blankenbrug        | verkeersbrug (liggerbrug)      | Amsterdam - Maastricht                                         |             |